# Alex Stewart International
Alex Stewart International (А́лекс Стю́арт Інтерне́шнл) — приватна інспекційна компанія у Великій Британії, яка надає сюрвейєрські послуги (інспектування, аналіз, відбір проб та сертифікація металів і мінералів, зокрема золота, срібла, МПГ, рідкісних земель, кольорових та чорних металів, феросплавів, неметалічних мінералів тощо, а також сільськогосподарських культур) по всьому світу.
Інспекційні послуги включають супервізію вантажних робіт, контроль кількості та якості вантажів.
Має близько 600 працівників, 45 офісів (у тому числі в Україні), 14 аналітичних лабораторій в країнах світу. 

## Історія
К. Алекс Стюарт (K. Alexander Stewart) (1934-2018) заснував компанію Alex Stewart International Group у 1978 році, використовуючи свій великий досвід у відборі та аналізі проб. Він був дипломованим хіміком (FRSC) і членом Інституту матеріалів, мінералів і гірничої справи (MIMM).
Після переходу від базових лабораторних обов’язків Алекс Стюарт здобув диплом з відзнакою з хімії та став членом Королівського хімічного інституту (Royal Institute of Chemistry). Маючи багаторічний досвід в металургійній промисловості, він стояв на передньому краї розвитку сучасних аналітичних методів, проводячи дослідження атомно-абсорбційної спектроскопії як нового аналітичного методу, зокрема для визначення золота та срібла.
До заснування своєї компанії Стюарт працював у компанії Alfred H Knight, де ознайомив компанію з повним аналізом платинової групи, пов’язаним як з методами атомної абсорбції, так і з методами вогневого аналізу. У 1967 році став директором і займався розширенням бізнесу протягом 1967-1977 років. У 1977 році він заснував власні компанії — Alex Stewart Assayers Ltd і AS Metallurgy Liverpool Ltd, заснувавши інспекційний та лабораторний бізнес, який став значним гравцем на ринку у Ноуслі, неподалік Ліверпуля.
У 2004 році було засновано Alex Stewart Agriculture після придбання лабораторій A Norman Tate and Huson and Hardwick, що дозволило компанії надавати послуги в аграрному секторі. У 2010 році з’явилася спеціалізована лабораторія з аналізу металів Alex Stewart International, яка стала основним бізнес-центром мережі інспекційних офісів компанії. У 2013 році компанія розширила свої аналітичні можливості, створивши нову лабораторію, розташовану в бізнес-парку Сефтон поблизу Ліверпуля, Великобританія.
Пан Стюарт багато подорожував свого часу, відвідавши 104 країни, деякі з яких він відвідав вперше з наміром зареєструвати назву своєї компанії та бізнес, включаючи такі країни, як США, Китай, Україна, Малайзія, Руанда, Монголія та Киргизстан. Він заводив міцні дружні стосунки і був послом не тільки своєї власної компанії, а й British International Trade, більшість об'єктів його підприємницької діяльності та партнерскі відносини були його особистою ініціативою. 
Наявність надійних та відданих партнерів стала відображенням доброї натури та характеру самого пана Алекса, і саме завдяки цьому Alex Stewart International стала високоавторитетною та шанованою компанією у галузі незалежних інспекційних послуг.

## Діяльність
Alex Stewart International надає інспекційні послуги (перевірка, зважування та відбір проб), а також акредитовані аналітичні послуги з випробування та аналізу металів в більш ніж 40 країнах світу. Компанія працює з чорними, вторинними та дорогоцінними металами, включаючи ювелірні вироби, руди та концентрати, феросплави, перероблений металобрухт, металургійно складні матеріали, вугілля та добрива. У співпраці з Alex Stewart Agriculture компанія надає аналітичні та екологічні послуги для сільськогосподарських товарів.
Лабораторна мережа Alex Stewart International видає сертифікати необхідні для комерційних операцій та є акредитованою за стандартом ISO 17025. 

## Міжнародна присутність
Alex Stewart International є міжнародною організацією та має представництва у багатьох країнах світу, включаючи Україну.

## Ключові партнери та акредитації
Alex Stewart International є визнаною організацією в галузі незалежних інспекцій та аналізу, акредитованою такими організаціями, як IPMI, LME, BIR, LBMA, FOSFA і GAFTA. Компанія співпрацює з провідними міжнародними організаціями для забезпечення високих стандартів якості та надійності.

## Адреса
2b Sefton Business Park, Ліверпуль, Велика Британія.

## Керівництво
К. Алекс Стюарт (K. Alexander Stewart) (1934–2018) – Засновник
Греем Стюарт (Graham Stewart) – Виконавчий директор

## Діяльність в Україні
В Україні Alex Stewart International представлена командою професіоналів ТОВ "АСі Україна" (ASi Ukraine LLC) з центральним офісом в Одесі та філіями у головних портах України і в місті Київ. 
Компанія, нині відома як «ASi Ukraine LLC», розпочала свою діяльність у 2002 році.
ASi Ukraine LLC надає інспекційні послуги на всіх етапах виробництва та транспортування, зокрема відбір проб, перевірку кількості та відповідності міжнародним стандартам. Кожен підрозділ компанії має свій штат сюрвейєрів, тальманів та супервайзерів, а також необхідне обладнання, транспортні засоби та засоби зв'язку. Компанія надає послуги виробникам, експортерам та імпортерам.
Лабораторні дослідження продукції на відповідність контрактним специфікаціям та міжнародним стандартам можуть виконуватись як у власній лабораторії ASi Ukraine LLC, так і в лабораторіях мережі Alex Stewart International. 
Інспекційні та аналітичні послуги, що надає компанія, відповідають вимогам міжнародних стандартів та підтверджені акредитаціями таких організацій, як FOSFA, GAFTA, та НААУ за стандартом ISO 17025.